# 塔兰特·马梅托夫
塔兰特·图尔杜马马托维奇·马梅托夫（1976年3月14日—），吉尔吉斯斯坦政治人物，2020年11月4日至2022年10月5日担任吉尔吉斯斯坦最高议会（国会）议长，并于2020年11月14日至2021年1月28日代行吉尔吉斯斯坦总统一职。

## 生平
马梅托夫于1976年出生于吉尔吉斯苏维埃社会主义共和国贾拉拉巴德州迈卢苏，1998年毕业于吉尔吉斯国立大学法律系，之后长期在吉尔吉斯斯坦地方和国家检察机关工作。2010年代表亲前总统巴基耶夫的政党“故乡”参加最高议会选举并当选为议员，2013年8月20日被剥夺议员资格，2015年又代表“共和国-故乡”党参加议会选举并成功当选，重返国会。
2020年11月4日，由于时任吉尔吉斯斯坦最高议会议长卡纳特·伊萨耶夫因参选总统而辞职，议长一职空缺，最终马梅托夫当选为最高议会议长；同年11月14日，时任吉尔吉斯斯坦代总统、总理萨德尔·扎帕罗夫同样因参选总统而辞职，依据《吉尔吉斯宪法》，身为国会议长的马梅托夫代行总统职权。2022年10月5日，他自愿辞去吉尔吉斯斯坦最高议会议长之职。